# Carla Maria Puccini
Carla Maria Puccini (Gondar, 26 febbraio 1941) è una conduttrice televisiva e attrice italiana.

## Biografia
Dopo essere stata nel 1965 nel cast della miniserie televisiva La donna di fiori, con il tenente Sheridan-Ubaldo Lay, presentò l'anno successivo il Festival di Sanremo assieme a Mike Bongiorno e a Paola Penni. Nella kermesse sanremese si rese protagonista di un bizzarro episodio: durante la diretta dell'ultima serata svenne improvvisamente sul palcoscenico davanti a tutti ma Mike Bongiorno, il quale aveva capito che la Puccini aveva simulato il mancamento per attirare l'attenzione su di sé, non si scompose e andò avanti nella presentazione della gara canora, facendo finta di nulla.

### Vita privata
È stata la seconda moglie di Romano Mussolini, da cui nel 1974 ebbe la figlia Rachele.

## Filmografia
- La donna di fiori (1965), regia di Anton Giulio Majano
- Rose rosse per il führer (1968), regia di Fernando Di Leo